# 沪剧
沪剧（上海话拼音：hhujhik，发音：[ɦùdʑiɪ́ʔ]），是上海的地方戏曲剧种，属吴语地区滩簧系统主要流布于上海、苏南及浙江杭嘉湖地区。为与同在上海演唱的苏滩、甬滩等其他滩簧相区别，故称本地滩簧、申滩时调，简称“本滩”。沪剧源出太湖流域的吴淞江及黄浦江一带农村中的“小山歌”，据1796年的史料记载，从最早的花鼓戏到当代沪剧，大致经历了200多年的时间。1914年，邵文滨、施兰亭、丁少兰等发起组织“振新集”，从事本滩改良， 并改名为“申曲”。1941年，“上海沪剧社”成立，开始把申曲改称为“沪剧”。 1953年成立了第一个国家沪剧演出团体上海人民沪剧团（上海沪剧院前身）。2006年5月20日，沪剧经中国国务院批准列入第一批518项国家级非物质文化遗产名录。。
沪剧的曲调优美，富有江南水乡的气息，音乐唱腔具有浓郁的江南丝竹韵味。

## 沪剧历史

### 花鼓戏时期
沪剧在其形成之前经历过由吴淞江，黄浦江两岸的田头山歌和民间俚曲吸收滩簧诸调的花鼓戏时期，多在上海近郊四乡演唱。这里需要说明的是申滩前后花鼓戏是淞南方音和音乐歌舞的小戏，与湖北、湖南、江西以及安徽的花鼓戏并非一回事。上海花鼓戏早在清乾隆年间（1736年-1795年）已有流行，它流动演出于乡村集镇，一般在茶馆中临时占一角，面对茶客演唱，逢庙会、节日，村镇中搭台演唱，习称“放高台”。1879年刊刻的《南汇县志》载有：“乡鄙有演唱淫词者，或杂以妇人，曰花鼓戏。或在茶肆或在野闲开场聚众。”
当时花鼓戏剧目多为对子戏，演出形式是男的敲锣，女的两头鼓，用胡琴、笛、板伴奏，宾白用土语，所唱曲调是吴淞江（苏州河）、黄浦江两岸农村中流行的山歌，有“四句头山歌”、 “对唱山歌”和“叙事性长山歌”，这些山歌或二句一段，或四句一段，节奏自由，接近口语，风格委婉朴实。演出内容大多表现爱情婚姻和劳动生活的，如《郎唱山歌象铜铃》、《十二生肖》、《童养媳》、《长工山歌》。叙事性长山歌唱句长达百句、千句，作品有《白杨村山歌》、《赵圣关山歌》等。因内容涉及男女情爱，故而被清代封建官吏视若洪水猛兽，以“花鼓淫戏”罪名侮辱之，查禁之，使后来花鼓戏演唱不敢“杂以妇人”，女角改由男演员妆扮，行话称男旦为“扎头髻”。
演唱程序是先用乐器演奏[三六]等江南丝竹乐曲，称为“拉合头”。继而表演称为“打阳当”的节目，再次是清唱开篇，接下来演正戏。戏演完后，往往由观众按折子点唱戏的唱段或小曲，称为“翻牌”。清唱开篇流传至今的有《三国》、《大西厢》等。 
大约在清同治年间，因太平天国在无锡、苏州、杭州一带攻城占地，仅上海一隅无战火硝烟 ，故江浙滩簧艺人涌入上海，填补了因战乱无法南下的湖北、安徽及北方诸省的地方剧的空档，加之语音相近，风靡一时很受群众喜爱。
清同治7年（1868年），江苏巡抚丁日昌严禁花鼓戏。清光绪5年（1879年），艺人许阿方、胡兰卿开始涉足于上海市区新北门、十六铺一带卖艺。当时东乡（南汇、川沙）、西乡（松江、金山）、北乡（宝山）三路花鼓戏艺人进入上海租界，或走街串巷卖艺，称为“跑筒子”；或在广场空地圈唱，称为“敲白地”，诞生了职业性和半职业性班社。
为躲避租界当局的禁令，艺人借鉴曲艺苏滩等的坐唱形式，改演戏为坐唱，演员分角色四围而坐，或置桌如堂名形式，动作较少，仅靠面部表情和手势来吸引观众。这一时期的艺人仍沿袭花鼓戏做法。

### 本滩时期
清光绪年间，江浙滩簧在上海勃兴，苏滩、宁波滩簧等声誉鹊起。部分花鼓戏艺人看到滩簧吃香，收入很好，也就把花鼓戏改为滩簧，以招徕观众。上海本地人为了把它与苏滩、宁波滩簧等区别开来，便称它为本地滩簧，申滩时调，简称本滩，又叫申滩。
光绪25年（1899年），许阿方、庄羽生等8人在“公共租界”的升平茶楼（今上海福州路福建路口）以坐唱形式登台演出。3、4年内先后有8个班子在“法租界”聚宝楼、如意楼、天香楼等茶园演出。同时，在华界南市，有陈阿东、胡锡昌等在里马路、四牌楼等茶楼演唱。本滩从街头广场进入茶楼书场，为剧种开辟了在城市立足的基地。
这一时期本滩的活动地域已扩大到苏州及杭嘉湖一带，演出的剧目除对子戏外，还有剧情较完整的同场戏。如“九计十三卖”中的“九计”：《连环计》、《僧帽计》、《扁担计》、《灯笼计》、《黄狼计》、《花鞋计》、《烟筒计》、《酒壶计》、《酒缸计》，另有《庵堂相会》、《借黄糠》、《阿必大回娘家》、《陆雅臣》、《朱小天》及《打花包》、《磨豆腐》、《秋香送茶》等。从各个角度表现世态炎凉、浪子回头、封建礼教对青年迫害等主题。演员按剧情需要扮演人物，另设专人操持乐器，三四个角色称小同场，五至七八个角色称大同场。这些剧目大都以农村生活为题材，演员的装束都是清代的农村服饰，这些剧目后来被称为“清装戏”。 

### 申曲时期
辛亥革命前后，上海租界内出现了天外天、大世界、新世界、先施乐园等游乐场，本滩进入游乐场演出。演出初期仍以坐唱为主，没有化装，不久全部恢复戏曲形式。随着班社的增多，规模也扩大到十人左右。 民国3年（1914年），演员施兰亭、邵文滨、丁少兰等发起组织“振兴集”，从事本滩改良，带头声明废弃若干淫秽剧目，宣称本剧种为改良本滩，并改名为“申曲”。民国7年(1918年)起，施兰亭、丁少兰、施春轩等先后率班巡回演出于天津、北京、武汉等地，扩大了申曲的影响。
民国14年（1925年），第一次将影片《孤儿救祖记》改编为申曲上演。两年后，原文明戏（早期话剧）演员范志良、宋掌轻等转入申曲班子任说戏先生，带来文明戏剧目，演出实行幕表制。当时范志良编排了反映民国初年上海城内某事件的《离婚怨》，由刘子云、丁少兰排演。由于剧情取材于现实生活，所以演员的服装基本是西装和旗袍，这是沪剧史上编演时装新戏的开端。此时的申曲已恢复了站立表演的形式，舞台面貌也有革新，如采用软布画景，演员的表演讲究角色情绪交流和舞台调度。这一时期，有大量改编文明戏的清装戏，如《马永贞》、《光绪与珍妃》、《杨乃武与小白菜》等，从京剧移植的《女侠十三妹》、《火烧红莲寺》等连台本戏，改编评弹《珍珠塔》、《玉晴蜓》、《孟丽君》等。民国19年（1930年）初，又演出了大量取材于时事新闻和电影故事的时装戏，如《黄慧如与陆根荣》、《阮玲玉之死》、《空谷兰》等。这类剧目的上演使申曲逐步采用了接近文明戏和话剧的表演形式。由于剧目取材多为城市生活，剧中人物穿西装旗袍出场，一时被称为"西装旗袍戏"。 
三十年代初，申曲歌剧公会成立，会员有二百余人，民国23年（1934年）11月改组为申曲歌剧研究会，会员达三百九十五人。抗日战争开始，上海成为“孤岛”，一时出现畸形繁荣，申曲观众也由此骤增。到1938年，申曲团体猛增到三十个左右.不久，文月社改为文滨剧团，聘文明戏艺员徐醉梅、范青风、王梦良及赵燕士、田驰、刘濂等，分别负责剧目与演出事宜。与此同时沪上各商业电台，也纷纷邀沪剧班社到电台播唱特别节目，终日不断播唱申曲。

### 沪剧时期

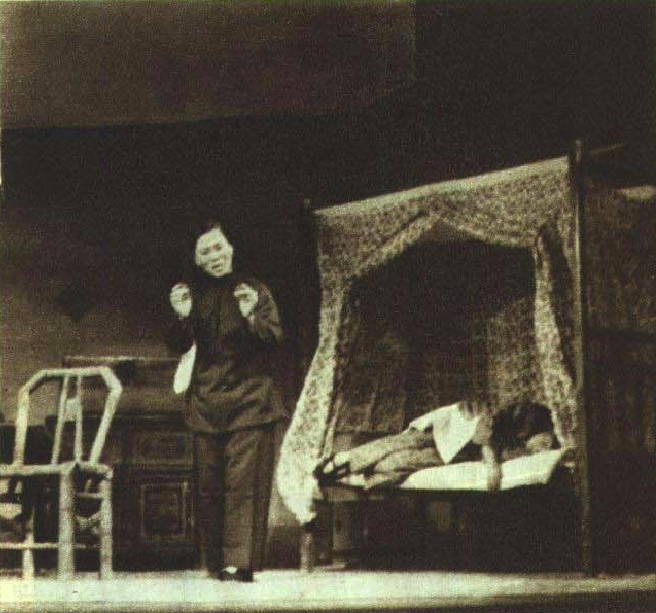
1952年沪剧《罗汉钱》

民国34年（1941年），“上海沪剧社”成立，演出了根据美国电影《魂断蓝桥》改编的剧目，并将申曲改名为“沪剧”。此次演出摒弃了幕表制，采用固定剧本，舞台软景也改为立体布景，化妆改水粉为油彩，并运用了灯光、效果。此后各个剧团相继效仿，使整个剧种舞台面貌为之一新。新剧目有取材于小说的《秋海棠》、《啼笑因缘》、《骆驼祥子》、《家》等；由话剧改编的《雷雨》、《上海屋檐下》及根据外国影片或世界名著改编的《乱世佳人》、《铁汉娇娃》、《王子复仇记》及新编的《女单帮》、《碧落黄泉》等。随着剧种影响的扩大，40年代初，《贤慧媳妇》、《阎瑞生》等相继拍摄成沪剧电影。
40年代以后，沪剧在话剧和电影的影响下，建立了编导制度，表演上注意刻画人物性格，探寻唱、做、白的有机结合。演唱艺术方面，以最能表现个人演唱特点的“长腔长板”为主，出现各种流派，涌现出大批的著名演员。
中华人民共和国成立后，在中国共产党戏改方针指引下，沪剧整理改编了一些传统剧目，并把创作演出重点放在现代戏上。先后编演了《白毛女》、《赤叶河》、《罗汉钱》、《金黛莱》、《赵一曼》、《史红梅》、《星星之火》、《红灯记》、《芦荡火种》、《鸡毛飞上天》、 《为了奴隶的母亲》等剧目。《芦荡火种》被北京京剧团移植改编为京剧演出。最早由京剧表演艺术家赵燕侠饰阿庆嫂，谭元寿饰郭建光，马长礼、周和桐等也参加了演出。演出上百场，一时轰动京华，蜚声中外。 1964年4月27日，北京京剧团在中南海演出此剧，党和国家领导人刘少奇、周恩来、朱德、邓小平、董必武、陈毅、陆定一、 邓子恢、聂荣臻等观看演出，并对演出给予了很高评价。当年7月24日，毛泽东同志在彭真、谭震林等陪同下，也观看了此剧。毛泽东同志带头为演员们的精彩演出鼓了掌。演出结束后， 毛泽东等走上舞台同演员们亲切握手，并一起照了相。后来《芦荡火种》改名《沙家滨》，传演至今。 
“文革” 期间，沪剧受到严重摧残，剧团被迫解散，演员遭受迫害。粉碎“四人帮”及改革开放以来，沪剧编创演出现代戏更多， 可占上演剧日百分之七十以上，由于现代戏贴近生活真实，程式化东西较少，易于表现都市风情风貌，如《一个明星的遭遇》、《明月照母心》等受到观众热烈赞扬和好评。《罗汉钱》、《星星之火》等在全国都有一定的影响。《罗汉钱》还被拍摄成电影在全国上映。80年代后，沪剧舞台运用激光灯光，乐队使用电声乐器，如电吉他、电贝司、电子琴，乐师增加为十二至十六人，沪剧改革开始走上现代化道路。

### 现状
近年来随着现代化进程的加速，沪剧艺术面临着越来越严重的生存危机。由于以上海为代表的吴语地区本土文化的缺失，以及民众不重视母语（吴语）的心态，沪剧的社会演出市场日益萎缩，观众减少，沪剧从业人员收入偏低，出现人才流失和断层现象。著名沪剧演员马莉莉发现已经很难招聘到发音合格的年轻沪剧演员，对此她曾提出建议，要求对上海话进行保护。时任上海市委书记陈良宇对此做了肯定的批示。江南地区原有的数十个沪剧演出团体现在仅剩3个，以有力措施抢救和保护沪剧艺术已刻不容缓，势在必行。

## 艺术特色
沪剧唱腔音乐来源于浦江两岸的田头山歌，经过长期的艺术实践和广采博取，逐渐形成了其丰富多彩的曲调以及独特的风格。它既擅于叙事，也长于抒情。为了适应剧情和人物感情的需要，在演唱时巧妙地运用速度的放慢或加快，变化其节奏、节拍、调式与伴奏过门等，从而形成了一整套板式，曲调主要分为板腔体和曲牌体两大类： 
板腔体唱腔包括以长腔长板为主的一些板式变化体唱腔，辅以〔迂回〕、〔三送〕、〔懒画眉〕等短曲和〔夜夜游〕、〔寄生草〕、〔久闻调〕、〔四大景〕、〔紫竹调〕、〔月月红〕等江南民间小调。 
长腔长板包括一系列不同速度的板式，因其代表了沪剧的风格，应用广泛，所以一般称为"基本调"。在其演变形成的过程中已男女分腔，采用同调异腔方式。女腔为商调式，男腔为羽调式。 
另一类板式唱腔，是在沪剧发展早期即吸收"苏滩"的太平调、快板、流水等唱腔的音调、节奏，与沪剧曲调结合衍变形成的。 
曲牌体唱腔，多数是明清俗曲、民间说唱的曲牌和江浙俚曲，另有从其它剧种吸收的曲牌，也包括山歌和其它杂曲。如[夜夜游]、[寄生草]、[四季相思]等。在传统戏中，多数情况下只应景应时作插曲性质的运用，有的只在翻牌点唱或电台广播中演唱。 
沪剧的伴奏乐器，从对子戏时的一把胡琴、一副板和一面小锣，到40年代时较大的沪剧团已使用五至七、八件乐器伴奏。以竹筒二胡为主（俗称"申胡"），辅以琵琶、扬琴、三弦、笛、箫等，属于江南丝竹类型配备，也采用支声复调手法演奏。后吸收了少数广东乐器，使一些江南丝竹乐及广东乐曲的音调融入唱腔过门中。 
沪剧的表演艺术，没有那种配合虚拟夸张的程式动作及伴奏念白的各种锣鼓点子的运用，打击乐很简单，并有在静场及某些情节中奏一段民间乐曲作为气氛音乐的做法。建国后，有的剧团在民乐基础上吸收了西洋乐器的弦乐、木管乐（有时还有铜管），组成中西混合乐队；有的还设置电声乐器，应用复调、和声以管弦乐技法配器，向新歌剧及电影音乐借鉴，戏剧配乐和剧情紧密配合。与此同时，发展了前奏曲、幕间曲及贯穿全剧的主题音乐的运用。

## 角色行当
沪剧不同时期角色行当各有不同。
对子戏时期，戏班中的男角称上手，女角称下手，以一生一旦居多，也有一丑一旦，乃至两个旦角的。此时，角色的动作也很简单，角色跑圆场及穿插行走，称为"串链条"、"如意头"等。动作则称为"手面"，"掠发势"、"拨鞋势"及绣花、摇船、推磨等小步以示上楼，以扇搭肩作挑担等虚拟动作，还没有形成武功表演技巧。 
同场戏时期，原先上手（男角）在不同剧目中演唱各种角色，后来有了生行、丑行的分别。生行包括小生、老生，小生又分正场小生、风流小生；丑又称撮角、触角。表演上生行举止稳重，谈吐文雅；丑角则动作夸张、油腔滑调。旦角总称头笄，又名包头，分正场包头、娘娘包头、花包头、老包头、邋遢包头等。虽然分工有所细致，但由于本滩班社演员较少，所演角色大多串扮，演小生的艺人戴上胡子，就成为老生，旦角换个包头，小姐就变成了娘娘。表演上，动作极为简单，跑圆场及穿插行走，称为"串链条"、"如意头"，手面有"掠发势"、"拔鞋势"，此外有绣花、摇船、推磨、挑担等虚拟动作。 
沪剧早期由男角扮演"女口"（下手）时，作女性头饰，称"扎头髻"（一作"扎头肩"），模仿女性举止体态，在发声上也模拟女声，由此有旦行的称谓。原先，上手（男口）在不同剧目中演唱各种角色。后来有了"先阳"（生行）、"触角"（丑行）的分野。生行举止稳重，谈吐斯文；触角则举动夸张，腔调油滑。这种具有生、旦、丑行当雏形的不同性格色彩的表演，未发展为成熟的角色行当，后向文明戏、话剧的表演方法发展，而唱、做、念均未形成行当，演唱都用真声。

## 沪剧与越剧对比
- 语言

虽二者皆适用吴语演唱，但口音各异。沪剧是用老派上海话演唱的。沪剧所使用的吴语上海话与当今上海市区人使用的是不同的，比如沪剧中仍然保留着尖团音的分别，而市区则全部并入团音。同时，沪剧用词说句较为古典，同上海人民广播电台播音用语及郊区口音更为近似。而越剧则是嵊州官话和普通话相结合的产物。。
- 表演

越剧的戏曲程式动作更多一些，借鉴了很多昆曲的动作，所以越剧的程式动作比沪剧更为规范；而沪剧的动作就比较随意。
- 题材

越剧擅长演绎才子佳人戏，而沪剧更适合现代戏。 
- 流派

越剧流派纷呈，每个流派的发声方法都不一样，有的很甜美比如付派和吕派，有的比较清新象王派，还有暗哑的戚派，同为花旦但唱腔和发声方法都相去甚远；而沪剧流派划分不明显。

## 著名艺人

### 老一辈著名演员
丁是娥、解洪元、邵滨孙、石筱英、王盘声、杨飞飞、汪秀英、王雅琴等。

### 当代著名演员
马莉莉、茅善玉、孙徐春、陈瑜、吕贤丽、钱思剑等。